# Kruisvereniging

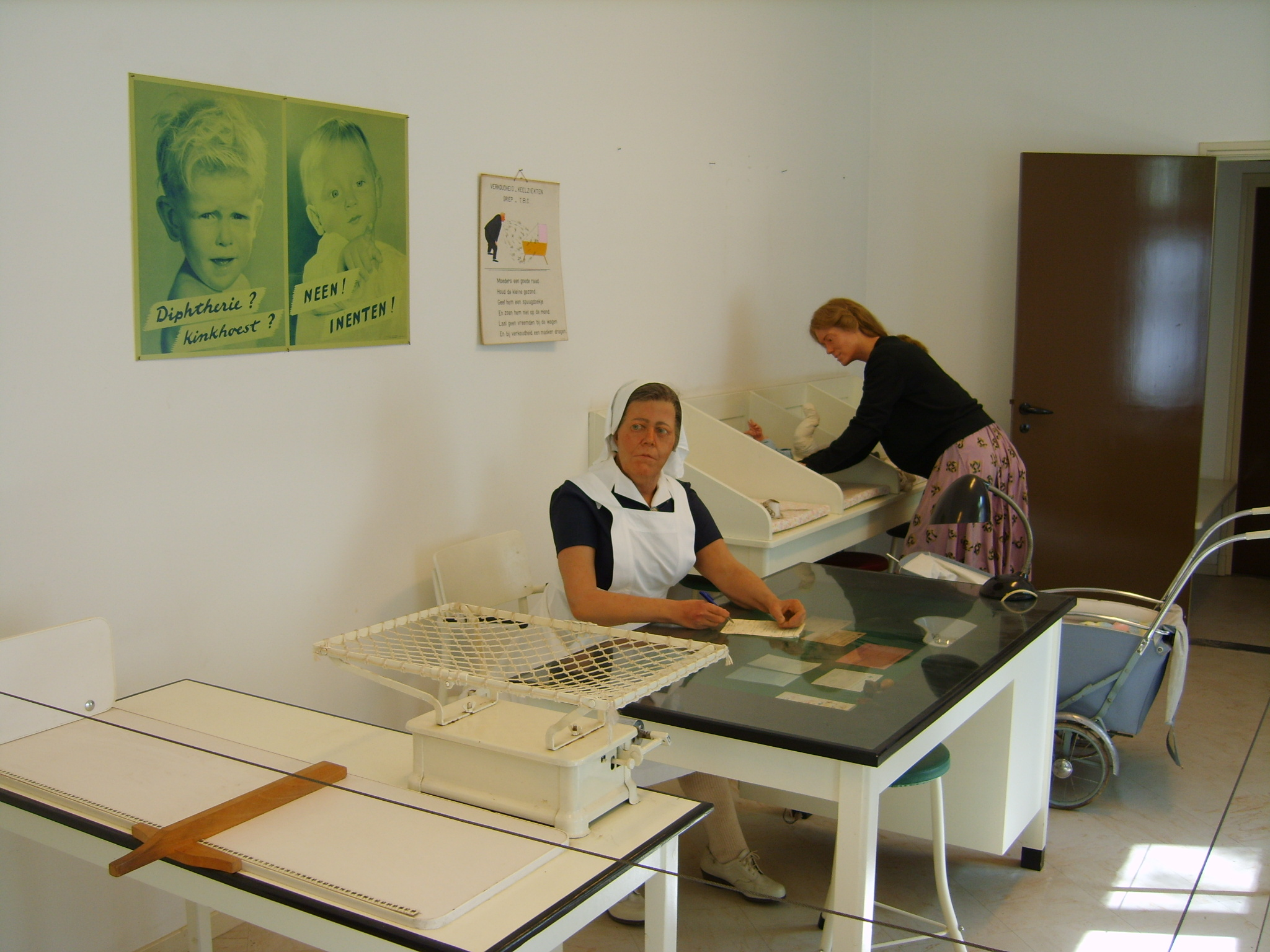
Consultatiebureau in een voormalig kruisgebouw in het Openluchtmuseum te Arnhem

Een kruisvereniging is in Nederland een particuliere vereniging gericht op het geven van voorlichting op het terrein van volksgezondheid, de bevordering van hygiëne, het voorkomen en bestrijden van besmettelijke ziektes, infecties en epidemieën; het verzorgen en verplegen van zieken thuis en het uitlenen van verpleegartikelen en hulpmiddelen. Doelgroep waren de arme, onwetende bevolkingslagen, ook volks- of arbeidersklasse genoemd. Eind 19e, begin 20e eeuw hoorde ook het opleiden van pleegzusters tot haar werkgebied omdat daaraan toen een groot gebrek was.
In de jaren zestig van de twintigste eeuw hadden alle kruisverenigingen in Nederland samen ongeveer 1450 vestigingen, de Kruisgebouwen of Kruisposten. In 1990 bundelden de Kruisverenigingen zich in de Landelijke Vereniging voor Thuiszorg (LVT).

## Geschiedenis

### Eerste kruisvereniging
De eerste kruisvereniging, het Witte Kruis, werd in 1875 opgericht door de Hilversumse arts Jacobus Penn naar het voorbeeld van de Amersfoortse Vereniging tot bestrijding van besmettelijke ziekten en de choleracommissies. De benaming 'kruis' is afgeleid van de internationale organisatie het Rode Kruis dat een rood kruis als symbool voert, geïnspireerd op de vlag van Zwitserland, het woonland van Rode Kruis oprichter Henri Dunant. Het werk werd gefinancierd door bijdragen van leden, door particuliere giften en door het gratis ter beschikking stellen van arbeid door vrouwen, die eind 19e, begin 20e eeuw vaak gratis of tegen kost en inwoning werkten.
De idee om in volksbuurten en achterstandswijken professionele gezondheidszorg aan huis te organiseren komt uit Duitsland, waar een protestants-christelijke predikant in 1836 in Düsseldorf het  diaconessenwerk opzette. In de Engelse industriestad Liverpool werd in 1858 door de sociale zakenman William Rathbone een systeem van  district nursing opgezet.
De eerste tien kruisverenigingen in Noord-Holland bundelden zich op provinciaal niveau en snel volgden kruisverenigingen verspreid over het hele land. De volgende kruisverenigingen die werden opgericht, waren georganiseerd naar geloofs- of politieke richting, zoals dat tot de jaren tachtig van de twintigste eeuw in Nederland gebruikelijk was (verzuiling). Om van de diensten gebruik te kunnen maken moest men lid zijn. Er kwamen steeds meer plaatselijke verenigingen en vestigingen verspreid over het land, met kruispost en consultatiebureau, waar leden heen konden gaan en van waaruit de voorlichting, preventie, verpleging en verzorging van zieken thuis door opgeleide verpleegsters en ziekenverzorgenden plaatsvond. Het werk van de verenigingen kreeg de benaming kruiswerk.
De bekendste kruisverenigingen zijn:
- het Rode Kruis (Internationale organisatie gericht op werk in oorlogsgebied, eerste kruisvereniging)
- Het Oranje Kruis (Nederland), vrijwillige hulpverlening bij ongevallen en rampen, EHBO
- het voormalige Oranje-Groene Kruis (protestants)
- het Witte Kruis (eerste kruisvereniging in Nederland)
- het voormalige Groene Kruis
- het Wit-Gele Kruis (katholiek)
- de voormalige Nationale Kruisvereniging, ontstaan in 1978 door fusie van het Groene Kruis, het Wit-Gele Kruis en het Oranje-Groene Kruis
- Het Vlaamse Kruis (enkel in Vlaanderen en richt zich vooral op EHBO)

De kruisorganisaties speelden tot de jaren negentig in de praktijk een centrale rol in de maatschappelijke en openbare gezondheidszorg. Bij bestuurders en beleidsmakers, als ook op politiek niveau, stond het kruiswerk echter lang in de schaduw van de intramurale sector. Er was vanuit de overheid geen wettelijk geregelde structurele financiering, wel werden subsidies verleend. Dat veranderde met invoering van de Algemene Wet Bijzonder Ziektekosten (AWBZ) in 1980. Een van de redenen om over te gaan tot vergoeding door de overheid was, dat het kruiswerk als middel van besparing werd gezien op de kosten van intramurale gezondheidszorg.

## Recente ontwikkelingen
Met invoering van de Zorgverzekeringswet (Zvw), Wet langdurige zorg (Wlz) en Wet maatschappelijke ondersteuning (WMO) in 2015, waarbij de AWBZ werd ingetrokken, wordt het werk van kruisverenigingen vergoed door zorgverzekeraar (wijkverpleging en persoonlijke zorg thuis) en gemeente (andere zorg thuis). Veel zorgverzekeraars en gemeenten oefenen druk uit om de tijdsbesteding van verpleegkundige en verzorgende bij cliënten te verlagen. Volgens velen komt dit de kwaliteit van zorg niet ten goede.

### Vernieuwing
Het denken en doen van de kruisverenigingen staat aan de basis van de huidige  wijkverpleging en thuiszorg. Veranderd is dat de aanbod van zorg dient te zijn afgestemd op wat de cliënt kan en wil. Hij of zij bepaalt hoe zelfzorgtekorten het beste kunnen worden aangevuld.